# أوقست برلين
أوقست برلين هو سياسي ألماني، ولد في 2 فبراير 1910 في Brake ‏ في ألمانيا، وتوفي في 11 يوليو 1981 في لمغو في ألمانيا. نشط حزبياً في الحزب الديمقراطي الاجتماعي الألماني. وقد انتخب عضو في البوندستاغ الألماني خلال فترته النيابية ‏ (7 سبتمبر 1949 – 7 سبتمبر 1953).